# 四連続積数
四連続積数（よんれんぞくせきすう）とは、4つの自然数を連続して積算した数。四連単数ともいう。。

## 概要
最小数は1×2×3×4の24というふうに、連続した4つの自然数の積算数。4以上の自然数nを用いて四連続積数はnP4となる。
以降、120、360、840、1680、3024、5040、7920、11880、17160、24024、32760、43680、57120、73440、93024、116280、143640、175560、212520、・・・と続く。